# Aaron Mooy
Aaron Mooy (Sydney, 1990. szeptember 15. –) ausztrál válogatott labdarúgó, a Celtic játékosa.

## Gyermekkora
Mooy Sydney Carlingford városrészében nőtt fel.
Tinédzserként Mooy sokáig lehetett fent esténként, így láthatta honfitársait: Craig Mooret és Tony Vidmart.

## Pályafutása

### Klubcsapatokban

#### Bolton Wanderers FC
Mooy egy ausztrál futballiskolából került a Bolton Wanderers ifiakadémiájára 2006-ban, miután Chris Sulley felfedezte. 2008-ban profi szerződést kapott, de nem lépett pályára a felnőttek között. 2010 júliusában szerződést bontott, hogy többet játszhasson egy első csapatban.

#### St. Mirren
Mooy 2010. október 23-án csatlakozott a skót élvonalbeli St. Mirren csapatához, de nem sikerült jól bemutatkoznia, a Szentek 3-0-ra kaptak ki a Heartstól. 2011. január 18-án Mooy meglőtte első skóciai gólját: a Peterhead 6-1-es Skót Kupa-legyőzéséből vette ki a részét. Mooy 18 meccsen 1 gólt lőtt, a szurkolók kedvencévé vált, új szerződést ajánlottak neki. 2011. május 18-án Mooy új, két évre szóló szerződést kötött a klubbal.
Mooy 2011-12-es szezonját hátproblémája jellemezte, amire egy vizsgálat után derült fény. Egy idő után elkezdett javulni állapota. Hamarosan Mooy ellátogatott egy specialistához, hogy végleg leszámoljon sérülésével. 2011. december 17-én egy, a Motherwell elleni 1-1-es meccsen csereként beállva tért vissza és a következő meccsen első bajnoki gólját is megszerezte: a Rangersnek a St. Mirren Parkban talált be 2011. karácsonyestéjén.

#### Western Sydney Wanderers

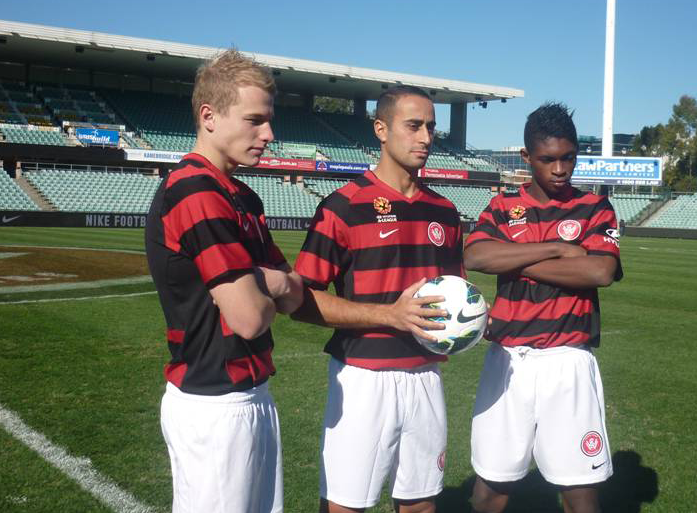
Mooy (balra) Western Sydney Wanderers-es bemutatásán új csapattársai, Tarek Elrich és Kwabena Appiah társaságában

Miután ingyen elhagyta a St. Mirrent, Mooy visszatért Ausztráliába és két másik játékossal együtt június 25-én bemutatta az élvonalbeli Western Sydney Wanderers. Mooy a szezonnyitó, gól nélküli döntetlennel véget érő Central Coast Mariners elleni mérkőzésen mutatkozott be és 2013. február 23-án meglőtte első gólját: a Perth Glory ellen a mérkőzés egyetlen gólját lőtte. 23 mérkőzésen egy gólt lőtt, a Wanderers megnyerte az alapszakaszt, később a döntőbe jutottak. Mooy a következő szezonban is bejutott csapatával a döntőbe, de szintén kikaptak.

#### Melbourne City
2014. május 21-én hagyta el a Western Sydney Wandererset, ugyanaznap csatlakozott az A-League-rivális Melbourne Cityhez.

### Válogatottban
Mooy három mérkőzést játszott az U17-es ausztrál válogatottban. Az U20-as csapattal részt vett a Terborg Toernooi nevű tornán Hollandiában, végül őt választották a sorozat legjobbjának. A 2009-es U20-as világbajnokságon is részt vett. Két mérkőzésen játszott a csoportkörben kiesett ausztrál válogatottban, és az utolsó meccsen gólt lőtt a brazilok ellen. 2008 és 2010 közt 10 mérkőzésen játszott a Young Socceroosban, és 4 gólt lőtt. 2009 augusztusában bekerült a felnőtt válogatottba is, az Írország ellen 3-0-ra elvesztett mérkőzést a kispadról nézte végig.
2011. vége felé Mooy kijelentette, szeretne játszani az ausztrál csapatban a 2012-es olimpián, de nem sikerült a selejtező a tornára.
Aaron Mooy 2012. december 7-én mutatkozott be az ausztrál válogatottban Guam ellen. Szabadrugásból talált be, a Socceroos 9-0-ra nyert. A következő  mérkőzésen, a Kínai Köztársaság ellen, Mooy ismét belőtt egy szabadrúgást, a Socceroos 8-0-ra nyert, ezzel kijutott a Kelet-ázsiai labdarúgó-bajnokságra.

## Statisztikák

### Klubcsapatban
| Klub                     | Szezon                   | Bajnokság neve           | Bajnokság | Bajnokság | Bajnokság | Kupa  | Kupa | Kupa     | Nemzetközi | Nemzetközi | Nemzetközi | Összesen | Összesen | Összesen |
| Klub                     | Szezon                   | Bajnokság neve           | Meccs     | Gól       | Gólpassz  | Meccs | Gól  | Gólpassz | Meccs      | Gól        | Gólpassz   | Meccs    | Gól      | Gólpassz |
| ------------------------ | ------------------------ | ------------------------ | --------- | --------- | --------- | ----- | ---- | -------- | ---------- | ---------- | ---------- | -------- | -------- | -------- |
| St. Mirren               | 2010-11                  | SPL                      | 13        | 0         | 2         | 5     | 1    | 1        | -          | -          | -          | 18       | 1        | 3        |
| St. Mirren               | 2011-12                  | SPL                      | 8         | 1         | 1         | 3     | 0    | 0        | -          | -          | -          | 11       | 1        | 1        |
| St. Mirren               | Összesen                 | Összesen                 | 21        | 1         | 3         | 8     | 1    | 1        | –          | –          | –          | 29       | 2        | 4        |
| Western Sydney Wanderers | 2012-13                  | A-League                 | 23        | 1         | 4         | –     | –    | –        | -          | -          | -          | 23       | 1        | 4        |
| Western Sydney Wanderers | 2013–14                  | A-League                 | 26        | 3         | 1         | –     | –    | –        | 5          | 1          | 0          | 31       | 4        | 1        |
| Western Sydney Wanderers | Összesen                 | Összesen                 | 49        | 4         | 5         | –     | –    | –        | 5          | 1          | 0          | 54       | 5        | 5        |
| Melbourne City           | 2014–15                  | A-League                 | 0         | 0         | 0         | 0     | 0    | 0        | –          | –          | –          | 0        | 0        | 0        |
| Karrierje során összesen | Karrierje során összesen | Karrierje során összesen | 70        | 5         | 8         | 8     | 1    | 1        | 5          | 1          | 0          | 83       | 7        | 9        |

### Válogatottban
2013. július 28. szerint
Az állások és az eredmények Ausztrália góljait listázzák előbb
| #  | Dátum             | Helyszín                               | Ellenfél | Állás | Eredmény | Kiírás                                                      |
| -- | ----------------- | -------------------------------------- | -------- | ----- | -------- | ----------------------------------------------------------- |
| 1. | 2012. december 7. | Hong Kong Stadium, So Kon Po, Hongkong | Guam     | 1–0   | 9–0      | 2013-as dél-ázsiai labdarúgó-bajnokság második előselejtező |
| 2. | 2012. december 9. | Hong Kong Stadium, So Kon Po, Hongkong | Tajvan   | 6–0   | 8–0      | 2013-as dél-ázsiai labdarúgó-bajnokság második előselejtező |
| 3. | 2013. július 28.  | Olimpiai Stadion, Songpa-gu, Dél-Korea | Kína     | 1–1   | 3–4      | 2013-as dél-ázsiai labdarúgó-bajnokság                      |

## Fordítás
Ez a szócikk részben vagy egészben  az   Aaron Mooy című angol Wikipédia-szócikk ezen változatának fordításán alapul.  Az eredeti cikk szerkesztőit annak laptörténete sorolja fel. Ez a jelzés csupán a megfogalmazás eredetét és a szerzői jogokat jelzi, nem szolgál a cikkben szereplő információk forrásmegjelöléseként.